# Mycosphaerella graminicola
Mycosphaerella graminicola (Anamorphe: Septoria tritici) ist ein Pilz und Erreger der Blattdürre, einer Krankheit von Weizen und anderen Gräsern wie Gerste. Der Erreger tritt in allen Weizenanbaugebieten der Welt auf und ist die wirtschaftlich bedeutendste Weizenkrankheit im Vereinigten Königreich.

## Morphologie
Asexuelle Form (Septoria tritici): Die asexuellen Sporen (Pycnidiosporen) sind hyalin und haben eine Größe von etwa 1,7–3,4 × 39–86 μm, mit 3 bis 7 Septen und werden in Pyknidien gebildet. Die Bildung von Keimschläuchen kann an lateraler oder terminaler Position erfolgen. Sporenranken (Cirrhi), die bei feuchter Witterung aus den Pyknidien austreten, haben eine milchige bis weiße Färbung. Wird der Pilz auf Nährmedien kultiviert, werden mitunter hyaline unseptierte Mikrosporen gebildet (Größe etwa 1–1,3 × 5–9 μm), die sich ähnlich wie Hefen durch Teilung vermehren können.
Sexuelle Form: Die sexuell gebildeten Ascosporen werden in Fruchtkörpern gebildet, die als Pseudothecien bezeichnet werden. Diese Fruchtkörper sind dunkelbraun und haben einen Durchmesser von 68 bis 114 μm. Die Schläuche, in denen jeweils 8 Ascosporen gebildet werden, heißen Asci und haben eine Größe von 11 bis 14 × 30–40 μm. Ascosporen sind hyalin, elliptisch, und 2,5–4 × 9–16 μm groß, mit zwei Zellen ungleicher Länge.

## Epidemiologie
Die Periode zwischen Infektion und Bildung von Sporen wird als Latenzzeit bezeichnet und beträgt 20,35 ± 4,15 Tage im Weizen. Die Dauer der Latenzzeit nimmt mit zunehmender Temperatur ab.

## Fungizidresistenz
Europäische Isolate von Zymoseptoria tritici sind größtenteils resistent gegen Fungizide, die als Wirkstoffe Strobilurine enthalten. Die Resistenz beruht auf einer Mutation des Gens, das für das Protein codiert, das wiederum die Bindungsstelle für das Fungizid darstellt.

## Symptombilder
Diagnosecenter für Pflanzenkrankheiten: Septoria tritici